# Anopheles oedjalikalah
Anopheles oedjalikalah este o specie de țânțari din genul Anopheles, descrisă de Nainggolan în anul 1939. Conform Catalogue of Life specia Anopheles oedjalikalah nu are subspecii cunoscute.